# Corps législatif
Corps législatif (tj. Legislativní / Zákonodárný sbor) bylo francouzské zákonodárné shromáždění zřízené ústavou z roku VIII, které nahradilo Radu starších. Jeho role spočívala pouze v přijímání zákonů, které byly projednány před Tribunátem. Sbor byl vytvořen 11. nivôse roku VIII (1. ledna 1800), současně jako Tribunát. Sídlil v Bourbonském paláci. Rozpuštěn byl 4. června 1814 a nahrazen v rámci Restaurace Poslaneckou sněmovnou. Během Sta dnů byla ustanovena Sněmovna reprezentantů.

## Poslanci
Legislativní sbor měl 300 členů volených na pět let. Každý rok se obměnila jedna pětina členů a bývalí členové nemohli být znovu jmenováni po dobu jednoho roku po opuštění úřadu (toto opatření bylo zrušeno za Císařství).
Během konzulátu byli členové zákonodárného sboru jmenováni podle složitého režimu. Všichni dospělí muži ve věku od jednadvaceti let volili v každé obci seznam důvěrníků složený z jedné desetiny z nich. Proces se opakoval na departementální a regionální úrovni, až skončil národním seznamem obsahujícím každého dospělého muže z tisíce, tedy asi šest tisíc jmen. Právě z tohoto seznamu mužů starších třiceti let vybíral Senát členy zákonodárného sboru. Každý departement musel mít alespoň jednoho zástupce.
Dne 16. thermidoru roku XII (4. srpna 1802) Senát upravil způsob voleb. Vznikla kantonální shromáždění, která sdružovala všechny občany, kteří tam měli bydliště. Každé shromáždění sepsalo dvě skupiny voličů. Seznam podle obvodů zahrnoval všechny způsobilé občany. Seznam podle departementů obsahoval pouze šest set občanů nejvíce zdaněných přímými daněmi. Členové komisí byli voleni na doživotí.
Každá z těchto komisí registrovala dva občany se sídlem v departementu na seznam, ze kterého byli vybíráni zástupci zákonodárného sboru. Každý departement byl zastoupen počtem zástupců úměrných počtu jeho obyvatel.
První volby se konaly 4. nivôse roku VIII (25. prosince 1800).

## Poslání zákonodárného sboru
Úloha tohoto sboru byla výhradně zákonodárná. Spočívala ve schvalování nebo neschvalování zákonů, které mu byly předloženy po jejich přezkoumání Tribunátem, ale bez jejich projednání.
Pravomoci zákonodárného sboru vzrostly po potlačení Tribunátu (1807). Byly zřízeny tři sedmičlenné komise, které měly za úkol prozkoumat návrhy zákonů. Byly také zodpovědné za jejich projednání a předložení shromáždění, které je vždy mlčky odsouhlasilo či zamítlo.

## Jednání
Stejně jako Senát vykazoval zákonodárný sbor během konzulátu a impéria naprostou podřízenost. Navíc, kvůli své nemožnosti diskutovat o textech zákonů, jej současníci posměšně nazývali jako „Němý sbor". To nebránilo Napoleonovi I. v tom, aby byl vůči němu obezřetný. Podezíral zákonodárce, z nichž mnozí byli bývalí revolucionáři, že se stále vidí jako Národní shromáždění.
Zákonodárný sbor byl rozpuštěn dne 4. června 1814 při pádu císařství. Do Poslanecké sněmovny ustanovené za Restaurace přešlo 237 jeho členů.